# Le Gardien (Doctor Who)
Le Gardien (The Caretaker) est le sixième épisode de la huitième saison de la deuxième série de la série télévisée britannique de science-fiction Doctor Who, diffusé sur BBC One le 27 septembre 2014.

## Accroche
Un terrifiant Blitzer Skovox s'apprête à détruire toute l'humanité - mais il y a pire, car, d'un instant à l'autre, Danny Pink et le Docteur vont se rencontrer. Lorsque des événements terribles menacent l'école de Coal Hill, le Docteur décide de l'infiltrer.

## Distribution
- Peter Capaldi : Douzième Docteur
- Jenna Coleman : Clara Oswald
- Samuel Anderson : Danny Pink
- Ellis George : Courtney Woods
- Edward Harrison : Adrian
- Nigel Betts : M. Armitage
- Andy Gillies : CSO Matthew
- Nanya Campbell : Noah
- Joshua Warner-Campbell : Yashe
- Oliver Barry-Brook : Kelvin
- Ramone Morgan : Tobias
- Winston Ellis : Mr Woods
- Gracy Goldman : Mrs Woods
- Diana Katis : Mrs Christopholou
- Jimmy Vee : Skovox Blitzer
- Chris Addison : Seb

### Version française
- Version française - Dubbing Brothers
- Adaptation - Olivier Lipps & Rodolph Freytt
- Direction artistique - David Macaluso
- Chargée de production - Jennifer Harvey
- Mixage - Marc Lacroix

Avec les voix de
- Esther Aflalo - Courtney
- Bruno Bulté - Matthew
- Claudio Dos Santos - Monsieur Woods
- Bernadette Mouzon - Madame Woods
- Frédéric Nyssen - Danny
- Marielle Ostrowski - Clara
- Philippe Résimont - le Docteur
- Maxime Van Santfoort - Adrian

## Résumé
Clara Oswald a du mal à maintenir deux vies séparées ; une vie avec son petit ami et collègue enseignant de l'école de Coal Hill Danny Pink, et une autre comme la compagne du Docteur. Elle se retrouve souvent prise entre les deux rôles, car chacun des deux hommes ignore l'existence de l'autre. Un jour, le Docteur dit à Clara qu'elle ne peut pas se joindre à lui dans une aventure particulière  car il part en « infiltration », et le lendemain matin Clara découvre avec surprise que son directeur a engagé le Docteur, sous le pseudonyme de « John Smith », comme remplaçant temporaire du concierge. Quand elle cherche des explications, il refuse de lui révéler pourquoi il a lancé une mission d'infiltration dans son école, et il en vient à réaliser que Clara a une relation avec un de ses collègues, mais il croit que c'est le professeur d'histoire, Adrian, qui ressemble étonnamment à sa précédente incarnation, le onzième Docteur.
À proximité, un policier oblige certains élèves de Coal Hill à retourner en classe avant de tomber sur la cachette d'un Blitzer Skovox, un robot mortel conçu pour le meurtre qui est venu sur Terre pour tester les défenses militaires de la planète. Il est immédiatement désintégré. De retour à l'école, le Docteur révèle à Clara qu'il installe des dispositifs qui créeront un vortex temporel afin de piéger le Blitzer Skovox dans l'école pendant la nuit. Il va projeter le robot dans un milliard d'années dans le futur, où il ne peut nuire à personne. Il a également conçu une montre d'invisibilité qu'il utilisera pour éviter la détection par le Skovox quand il l'attirera dans ce piège. L'une des élèves les plus gênantes de Clara et Danny, Courtney Woods, commence à se poser des questions quand elle voit le TARDIS caché à l'intérieur de l'atelier du concierge.
Danny soupçonne le Docteur quand ils s'affrontent sur le passé de Danny en tant que soldat ; après, le Docteur parle avec Clara de son petit ami, croyant que c'est Adrian, et lui donne sa bénédiction. De plus en plus suspicieux, Danny travaille tard et modifie les réglages par inadvertance des dispositifs qui vont entraîner le déplacement temporel du Skovox, ruinant les plans du Docteur. En conséquence, le Docteur n'est en mesure de projeter le Skovox que de ce qu'il estime être 72 heures dans l'avenir, et il réprimande Danny pour ses actions maladroites. Il réalise alors que Danny est le petit ami de Clara, et dans la dispute qui suit, Clara révèle qu'elle est amoureuse de lui. Tentant d'expliquer sa double vie à Danny, Clara lui donne la montre d'invisibilité pour qu'il puisse la voir avec le Docteur, mais le Seigneur du Temps voit clair à travers ce plan et affiche son mépris pour les soldats, amenant Danny à partir en colère.
Au cours de la soirée réunion avec les parents d'élèves à l'école, le Skovox se re-matérialise plus tôt que prévu par les estimations du Docteur. Utilisant Clara comme un leurre, il attire le Skovox vers lui, et avec l'aide de Danny à la dernière minute, ils sont en mesure d'envoyer le Skovox dans l'espace après avoir empêché l'auto-destruction du robot et l'explosion de l'École. Ensuite, Danny donne sa bénédiction à Clara pour voyager avec le Docteur, mais il l'avertit que des hommes comme le Docteur peuvent pousser à bout ; si cela se produit, elle devra le lui dire. Le Docteur invite Courtney à l'intérieur du TARDIS et l'emmène voir le Skovox, à la dérive dans l'espace ; toutefois, il regrette lorsqu'elle devient malade, souffrant du mal des transports dans l'espace.
Dans la scène finale, le policier tué par le Skovox se réveille dans un bureau de la Terre Promise, en parlant à un homme inconnu. L'homme explique que Missy a beaucoup de travail et est trop occupée pour s'occuper de lui, à la différence des victimes vues précédemment dans les épisodes « En apnée » et « Dans le ventre du Dalek ».

### Continuité
- Le Docteur utilise comme couverture son pseudonyme de John Smith.
- Clara fait une référence à Orson, le descendant de Danny, vu dans Jamais seul mais le Docteur ne voit pas le rapport.
- Pensant que le petit-ami de Clara est Adrian, il dit à celle-ci, lors de leur conversation dans le TARDIS, qu'il lui a rappelé un jeune et fringant voyageur temporel, en référence à son incarnation précédente, le onzième Docteur. D'ailleurs, ce souvenir sera confirmé lorsque le Docteur décrira, pendant sa dispute avec Clara et Danny, Adrian comme étant « celui avec le nœud papillon », accessoire vestimentaire du Docteur incarné par Matt Smith.
- De même, le Docteur explique que le Skovox est attiré par le lycée à cause de la trop grande concentration d'énergie Artron, en référence au trop grand nombre de fois dans lequel le Docteur s'est posé dans les parages, que ce soit dans An Unearthly Child, Remembrance of the Daleks et ses déplacements depuis le début de la saison.
- Dans Remembrance of the Daleks, le directeur de l'école pensait que le Septième Docteur passait un entretien pour devenir concierge de l'école. Dans cet épisode, le Douzième Docteur exerce finalement ce rôle pour son infiltration.